# 脊椎动物
脊椎动物（英語：vertebrate）是脊索动物门脊椎亚门（学名：Vertebrata）下属所有物种的统称，是脊索动物门物种数量最多的一个冠群亚门，也是后口动物总门最大最成功的一个演化支，在所有動物界生物中物种多样性仅次于原口动物总门的节肢动物和软体动物。与節肢動物長在体表的外骨骼和軟體動物依赖体腔内压的静水骨骼不同，脊椎动物拥有以取代了脊索的脊椎为核心、由矿化组织（硬骨或软骨）和致密结缔组织（韧带）组成的内骨骼负责支持身体结构，并将负责调控接收各体节周边神经的脊髓保护在由椎骨排列形成的椎管里面，同时依赖附着在中轴骨骼和附肢骨骼外表的骨骼肌来驱动关节活动产生运动保障行动性。脊椎动物的头部都由包裹脑的颅骨支撑形成，因此在分类学上还有一个异名有头类。
除了骨骼结构外，脊椎动物普遍拥有髓鞘包裹轴突的神经组织（白质），中枢神经功能高度集权于脑部神经元（灰质）的三个泡状膨胀（即前脑、中脑和后脑）中，并拥有以心脏收缩泵动富含血红蛋白的血液流动的封闭式循环系统向全身各处输送代谢所需的氧气和养分。内骨骼系统的“肉包骨”结构带来的是同等骨骼重量和体积下可支撑更大的体型、更强的骨骼稳健性和更高的关节灵活度，配合敏捷可变的神经系统与高效可靠的循环系统，使得脊椎动物的运动形态更多样化、生存适应能力更强，因此可以演化出远比无脊椎动物更大更强的身体，认知能力的进阶演化也成为可能。
目前所知最早的脊椎動物是中國雲南省昆明發現的豐嬌昆明魚，出现于距今約5.2億年前的古生代寒武纪，在之后的奥陶纪时期辐射形成了以牙形石和甲胄鱼为代表的无颌类脊椎动物生物群。在志留纪，一些脊椎动物将第一对鳃弓对折演化成了可以迅速开合的颌，并演化出了更有利于敏捷游动的偶鳍（后来在陆生演化支中进一步变成了四肢）。这些有颌类凭借啃咬能力、自游运动性、体型和感知的优势逐渐竞争演替掉了角石和板足鲎等古生代早中期的霸主，在泥盆纪更是彻底占领了各个生态环境食物网的中上层生态位，成为水域和陆地生态系统（包括空中生态群）的优势类群。在泥盆纪晚期灭绝事件后由半水生向着纯陆生进一步演化的脊椎动物——特别是羊膜类四足动物——在脑功能方面的演化更是让脊椎动物之后遭遇数次生物集群灭绝事件仍能依靠行为适应重新繁盛并稳坐生态位霸主的宝座，以至于自然界中能和脊椎动物正面竞争的基本上只可能是其它脊椎动物。在中生代，主龙类的蜥形纲动物逐渐击败了同属羊膜动物的兽孔目合弓纲动物，建立以恐龙、翼龙和各类海洋爬行动物主导的时期，直到一颗小行星撞击导致中生代爬行类灭绝。进入新生代后，哺乳类和鸟类迅速发展成为优势种群，灵长类哺乳动物中更是产生了认知水平足以创建文明并能离开地球进行探索太空的智慧物种——智人。

## 词源
脊椎动物亚门的学名Vertebrata和英文称呼vertebrate都来自于老普林尼《博物志》中的拉丁文，意为“脊柱关节”。源自同一拉丁文词根的还有临床医学和解剖学中常用的vertebra，指脊椎骨。

## 演化
脊索动物门除了脊椎动物外还有头索动物和尾索动物，但脊椎动物的脊索被矿化组织取代形成了脊柱，残余的脊索演化成了椎间盘为脊柱提供额外的灵活度。而且脊椎动物的背神经索进一步发展成了中空的神经管，并在前端出现了泡状隆大（脑泡）最终形成了脑和保护脑部的头骨，因此脊椎动物亚门还有一个同义词称呼——有头动物亚门（Craniata）。
2003年初，中国古生物学家舒德干等人通过研究海口鱼标本发现，它一方面开始演化出原始脊椎骨和眼睛等重要头部感官，另一方面却保留着无头类的原始性器官。因此是已知最古老的脊椎动物。

## 特征

脊椎动物标准解剖结构的概念图解

作为两侧对称动物，脊椎动物的体型呈现展示左右镜像对称，核心分为头部、躯干（根据类群可细分为胸部、腹部和盆部）和尾部三部分，之外是各种贡献运动的附肢。作为动物界最有代表性的内骨骼类群，几乎所有脊椎动物的骨骼系统核心是身体中央纵轴的脊柱，由矿化的硬骨/软骨形成的椎骨与纤维软骨形成的椎间盘串连组成——唯一例外的是基群的盲鳗，并没有发展出脊柱（虽然有少量软骨质的椎骨前体结构）而是保留了原始的脊索。而所有脊椎动物（包括无脊柱的盲鳗）都共有的特征是保护脑部的颅骨，因此脊椎动物有另外一个异名——有头类。颅骨和脊柱加上附着的肋骨、胸骨和颌骨等一起组成了中轴骨骼，而附肢骨骼则通过肌肉（骨骼肌）和韧带与中轴骨相连。
脊椎动物另一与众不同的特征是高度中央集权的神经系统。与无脊椎动物整体去中心化的腹神经索和网状神经不同，脊椎动物的中枢神经和除肠道神经外的周围神经全部来源于背神经索，而对各个体节的神经控制几乎全部由背神经索吻端的三个泡状膨胀所形成的脑进行全权处理，而背神经索其它部分形成的脊髓中的中间神经元只负责简单的反射本能，脑死亡则意味着脊椎动物实际意义上的死亡。此外，所有有颌类脊椎动物的神经系统都演化出了包裹神经元胞突（特别是轴突）的髓鞘，可以产生比无髓鞘的神经传递速度快几十倍甚至上百倍的跳跃式传导。
脊椎动物有封闭式的循环系统，体腔与血管分属不同的空间，所有代谢所需的营养和氧气都通过血管内的血液（其中专门负责运输氧气的红细胞含有可大大提高氧溶解度的血红蛋白）流向身体各处，然后通过渗透穿过血管壁进入结缔组织的细胞外液供给器官和组织，其中一些组织（主要是横纹肌）中还含有肌红蛋白可以储存氧气进行备用。因为需要克服血管内壁的流阻损失，加上血管内的压强需要高于组织液才不会塌陷，所以需要维持足够的血压才能保障有效循环。脊椎动物通过血管周围的肌肉收缩挤压局部血管壁来制造压力，在循环系统的不同部位分别表达为通过心脏的心肌进行有节奏的强力收缩挤出一定量的血液产生一波高压，然后利用下游血管壁中的血管平滑肌调控外周血管的口径和内压。血液被心脏泵出后通过主动脉、动脉和微动脉到达目标组织的毛细血管进行成分交换，然后通过微静脉、静脉和腔静脉返回心脏。心脏内部通常有两类心腔，分为接收静脉血的心房和将心房传过的血液泵出给大动脉的心室，两者的出口都有瓣膜充当单向阀来防止舒张时发生血液逆流。在水生的鱼类中，因为血液可以直接在鳃部与水进行气体交换，因此采用“心脏→腹主动脉→鳃→背主动脉→身体各处→静脉→心脏”串联的单循环系统，心脏只接触低氧血液，且只有一房一室两个心腔。但陆生的四足类因为改为通过肺直接呼吸空气中的氧气（而不是水中少量溶解的氧气），肺泡的毛细血管血压不能太高，否则会造成肺泡塌陷影响换气；而如果血压太低又会导致毛细血管无法克服流动阻力而出现灌注异常。为此四足类演化出了“肺循环+体循环”的双循环系统，即从身体流回的静脉血会先经过心脏右半部分然后通过肺动脉进入血压较低的肺循环，在肺部经过气体交换获得大量氧气后通过肺静脉回到心脏左半部分，然后再通过主动脉进入血压较高的体循环前往身体各处。两栖类的心脏拥有三个心腔，肺循环和体循环拥有各自的心房但却共用一个心室，心脏泵血时贫氧和富氧的血液会流入同一腔室的两侧，仅依靠内壁隆起的褶皱来减少混合；羊膜类则普遍拥有左右房室四个心腔，但非主龙类的爬行类（蜥蜴、蛇、龟等）左右心室之间并未完全闭合存在一个室间隔缺损；而主龙爬行类（鳄类）、鸟类和哺乳类则都拥有完全隔开的四个心腔。

## 分类
根据传统的林奈分类学，脊椎动物可分为鱼类、两栖类、爬行类、鸟类和哺乳类五大类，曾经各自被定义为独立的纲。但因为现代分子生物学的应用和系统分类学（特别是支序分类学）的普及，所有两栖类、爬行类、鸟类和哺乳类所属的四足类都被看作是由硬骨鱼类发展出的陆生演化支，都是“陆生鱼类”，四肢和肺也分别与偶鳍（胸鳍和腹鳍）和鳔为同源器官。广义上来说，鱼类可以代表所有的脊椎动物，而狭义上（即通俗意义上）的“鱼类”则是一个排除了所有四足类后的并系群称呼，所以“鱼纲”的称呼是个完全基于形态学的肤浅分类，早已被学术界废弃不用。如今鱼类被分为无颌总纲和有颌下门两支，无颌类现生仅存圆口纲一支，此外还包括已灭绝的史前类群如牙形石纲和甲胄鱼类的六个纲；有颌类被认为是由甲胄鱼中的骨甲鱼纲分离演化而来，现存软骨鱼纲与硬骨鱼的辐鳍鱼总纲和肉鳍鱼总纲共三支，此外还有已灭绝的盾皮鱼纲和棘鱼纲。
所有现存和已灭绝的陆生脊椎动物——即四足类——都是在古生代泥盆纪晚期由肉鳍鱼下属的肺鱼四足纲演化出来，分两栖类和羊膜类两大类。两栖类是并系群，大多为依赖距水体较近的湿地和岸畔栖息地的半水生物种，并非完全陆生，现仅存滑体亚纲一支，此外还有已灭绝的离片椎目和壳椎亚纲；羊膜类被怀疑是从石炭纪因离片椎类占据强势生态位而被迫适应内陆环境的壳椎类中演化而来，分蜥形纲和合弓纲两大演化支，前者包括所有现生的鸟类和爬行类（其实是排除了鸟类的蜥类，为并系群），以及已灭绝的副爬行类、无孔类和中生代爬行类（恐龙、翼龙和各种海爬类）；后者仅存哺乳类一支，以及已灭绝的古生代盘龙目和兽孔目。因为现生的这些四足类分支在新生代成功利用白垩纪末大灭绝后空出的生态位各自发展出了繁盛的物种多样性，都被升级定义成为独立的纲，所以通常还是会用林奈式的两栖纲、爬行纲、鸟纲和哺乳纲的分类阶元称呼来形容。

### 现存物种数量
下表列出了2014年IUCN《濒危物种红色名录》所估计每种脊椎动物类别的现存物种数量。
| 脊椎动物类别   | 脊椎动物类别   | 脊椎动物类别   | 图例           | 类别           | 估计 已描述的物种数量 | 总计   |
| -------------- | -------------- | -------------- | -------------- | -------------- | --------------------- | ------ |
| 非羊膜动物     | 无颌类         | 鱼类           |                | 盲鳗类         |                       | 32,900 |
| 非羊膜动物     | 无颌类         | 鱼类           | 七鳃鳗类       |                |                       | 32,900 |
| 非羊膜动物     | 有颌类         | 鱼类           |                | 软骨鱼类       | 900                   | 32,900 |
| 非羊膜动物     | 有颌类         | 鱼类           | 辐鳍鱼类       |                |                       | 32,900 |
| 非羊膜动物     | 有颌类         | 鱼类           | 肉鳍鱼类       |                |                       | 32,900 |
| 非羊膜动物     | 有颌类         | 四足类         |                | 两栖类         | 7,302                 | 34,837 |
| 羊膜动物       | 有颌类         | 四足类         |                | 哺乳类         | 6,399                 | 34,837 |
| 羊膜动物       | 有颌类         | 四足类         |                | 爬行类         | 10,711                | 34,837 |
| 羊膜动物       | 有颌类         | 四足类         |                | 鸟类           | 10,425                | 34,837 |
| 已描述物种总计 | 已描述物种总计 | 已描述物种总计 | 已描述物种总计 | 已描述物种总计 | 已描述物种总计        | 67,737 |

#### 物种数据库
以下数据库或多或少包括脊椎动物的物种信息:
- 鱼类: 世界鱼类数据库
- 两栖动物: Amphibiaweb （页面存档备份，存于）
- 爬行动物: 爬行动物数据库（英语：Reptile Database）
- 鸟类: 世界鸟类数据库（Avibase） （页面存档备份，存于）
- 哺乳动物: 世界哺乳动物数据库 （页面存档备份，存于）

### 脊椎动物亲缘分支分类法
- 無頷类 Agnatha
  - †昆明鱼目 Myllokunmingiida（?）
  - †牙形石纲 Conodonta
  - †甲胄鱼类 Ostracoderms*
    - †鳍甲鱼纲 Pteraspidomorphi
    - †花鳞鱼纲 Thelodonti
    - †缺甲鱼纲 Anaspida
    - †盔甲鱼纲 Galeaspida
    - †茄甲鱼纲 Pituriaspida
    - †骨甲鱼纲 Osteostraci

  - 圆口纲 Cyclostomata
    - 七鳃鳗亚纲 Hyperoartia
    - 盲鳗亚纲 Myxini
- 有颔下门 Gnathostomata（理论上是甲胄鱼类的一支，同时是骨甲鱼纲的姐妹群）
  - †盾皮魚綱 Placodermi*
  - †棘魚綱 Acanthodii*
  - 軟骨魚綱 Chondrichthyes
    - 板鳃亚纲 Elasmobranchii
      - 鲨总目 Selachimorpha
      - 鳐总目 Batoidea

    - 全头亚纲 Holocephali
      - 银鲛目 Chimaeriformes

  - 硬骨鱼高纲 Osteichthyes
    - 輻鰭魚總綱 Actinopterygii
      - 腕鰭魚綱 Cladistia
      - 輻鰭魚綱 Actinopteri
        - 軟骨硬鱗亞綱 Chondrostei
          - 鲟形目 Acipenseriformes

        - 新鰭亞綱 Neopterygii
          - 全骨下纲 Holostei
            - 雀鳝目 Lepisosteiformes
            - 弓鳍鱼目 Amiiformes

          - 真骨下纲 Teleostei

    - 肉鰭魚總綱 Sarcopterygii
      - 腔棘魚綱 Coelacanthimorpha
      - 肺魚四足綱 Dipnotetrapodomorpha
        - 肺鱼亚纲 Dipnomorpha
        - 四足形亚纲 Tetrapodomorpha
          - 四足总纲 Tetrapoda
            - 离片椎类 Temnospondyli
              - 滑体亚纲 Lissamphibia

            - 爬行形类 Reptiliomorpha
              - †壳椎亚纲 Lepospondyli
              - 合弓纲 Synapsida
                - †卡色龙亚目 Caseasauria
                - 真盘龙亚目 Eupelycosauria
                  - †蜥代龙科 Varanopidae
                  - †蛇齿龙科 Ophiacodontidae
                  - †基龙科 Edaphosauridae
                  - 楔齿龙超科 Sphenacodontoidea
                    - †楔齿龙科 Sphenacodontidae
                    - 兽孔目 Therapsida
                      - †巴莫鳄亚目 Biarmosuchia
                      - †恐头兽亚目 Dinocephalia
                      - †异齿亚目 Anomodontia
                        - †双列齿兽属 Biseridens
                        - †文努科维亚兽下目 Venyukovioidea
                        - †奔龙兽下目 Dromasauria
                        - †二齿兽下目 Dicynodontia

                      - 兽齿类 Theriodontia
                        - †丽齿兽亚目 Gorgonopsia
                        - †兽头亚目 Therocephalia
                        - 犬齿兽亚目 Cynodontia
                          - 哺乳纲 Mammalia
                            - †异兽亚纲 Allotheria
                            - 原兽亚纲 Prototheria
                              - 单孔目 Monotremata

                            - 兽亚纲 Theria
                              - 后兽下纲 Metatheria
                                - 有袋上目 Marsupialia

                              - 真兽下纲 Eutheria
                                - 有胎盘类 Placentalia

              - 蜥形纲 Sauropsida
                - †副爬行动物 Parareptilia
                - 真爬行动物 Eureptilia
                  - 雙孔亞綱 Diapsida
                    - †鱼龙超目 Ichthyopterygia
                    - 鳞龙形下纲 Lepidosauromorpha
                      - †始蜥目 Eolacertilia
                      - 鳞龙超目 Lepidosauria
                        - 喙头蜥目 Sphenodontia
                        - 有鳞目 Squamata
                          - 蜥蜴亚目 Lacertilia
                          - 蛇亚目 Serpentes
                          - 蚓蜥亚目 Amphisbaenia

                    - 主龙形下纲 Archosauromorpha
                      - 泛龟类 Pantestudines
                        - †鳍龙超目 Sauropterygia
                          - †楯齿龙目 Placodontia
                          - †幻龙目 Nothosauroidea
                          - †蛇颈龙目 Plesiosauria

                        - 龟鳖目 Testudines

                      - 主龙形类 Archosauriformes
                        - †植龙目 Phytosauria
                        - 伪鳄类 Pseudosuchia
                          - †坚蜥目 Aetosauria
                          - 鳄形超目 Crocodylomorpha
                            - †喙头鳄亚目 Sphenosuchia
                            - †原鳄亚目 Protosuchia
                            - †海鳄亚目 Thalattosuchia
                            - 真鳄亚目 Eusuchia

                        - 鸟颈类 Ornithodira
                          - †翼龙形态类 Pterosauromorpha
                          - 恐龙形态类 Dinosauromorpha
                            - †鸟臀目 Ornithischia
                              - †剑龙亚目 Stegosauria
                              - †甲龙亚目 Ankylosauria
                              - †鸟脚亚目 Ornithopoda
                              - †厚头龙亚目 Pachycephalosauria
                              - †角龙亚目 Ceratopsia

                            - 蜥臀目 Saurischia
                              - †蜥脚形亚目 Sauropodomorpha
                              - 兽脚亚目 Theropoda
                                - †角鼻龙下目 Ceratosauria
                                  - †腔骨龙超科 Coelophysoidea
                                  - †角鼻龙科 Ceratosauridae
                                  - †阿贝力龙超科 Abelisauroidea

                                - †坚尾龙类 Tetanurae
                                  - †斑龙超科 Megalosauroidea
                                  - †肉食龙下目 Carnosauria
                                    - †顶棘龙属 Altispinax
                                    - †异特龙超科 Allosauroidea

                                  - 虚骨龙类 Coelurosauria
                                    - †暴龙超科 Tyrannosauroidea
                                    - 手盗龙形类 Maniraptoriformes
                                      - †似鸟龙类 Ornithomimosauria
                                      - †镰刀龙类 Therizinosauria
                                      - †偷蛋龙类 Oviraptorosauria
                                      - †驰龙科 Dromaeosauridae
                                      - 鳥翼類 Avialae
                                        - †反鸟亚纲 Enantiornithes
                                        - 鳥綱 Aves（=今鸟亚纲 Neornithes）